# .net

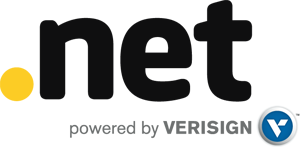
.net logo

.net – internetowa domena najwyższego poziomu, przeznaczona dla firm i osób indywidualnych świadczących usługi dostępu do Internetu.